# Vinhas de Kullaberg
As Vinhas de Kullaberg (em sueco:  Kullabergs vingård) são uma propriedade agrícola sueca, produtora de vinho, localizada na  península de Kullen, no noroeste da província histórica da Escânia, no sul do país.

Compreende uma vinha e uma adega, numa área de 14 hectares.                                                              Produz principalmente vinhos brancos, cidra e destilados. A sua produção anual atingiu em 2022 mais de 30 000 garrafas, principalmente de vinhos brancos.                                                         Cultiva sobretudo uma casta de uvas chamada Solaris, mais adaptada ao clima frio da região e com maior resistência às doenças que ameaçam as vinhas.